# Садовое (Кировский район)
Садо́вое (до 1948 года Капусталы́к; укр. Садове, крымскотат. Qapıstalıq, Къапысталыкъ) — село Кировского района Республики Крым, в составе Первомайского сельского поселения (согласно административно-территориальному делению Украины — Первомайского сельсовета Автономной Республики Крым).

## Население
| 2001 | 2014 |
| ---- | ---- |
| 415  | ↘364 |

Всеукраинская перепись 2001 года показала следующее распределение по носителям языка
| Язык             | Процент |
| ---------------- | ------- |
| русский          | 60.96   |
| крымскотатарский | 31.08   |
| украинский       | 6.75    |
| другие           | 0.24    |

### Динамика численности
| - 1926 год — 131 чел. - 1939 год — 157 чел. - 1989 год — 1393 чел. | - 2001 год — 415 чел. - 2009 год — 413 чел. - 2014 год — 364 чел. |

## Современное состояние
На 2017 год в Садовом числится 4 улицы и 2 переулка; на 2009 год, по данным сельсовета, село занимало площадь 18,4 гектара на которой, в 142 дворах, проживало 413 человек. В селе действует отделение почты России. Садовое связано автобусным сообщением с городами Крыма, райцентром и соседними населёнными пунктами.

## География
Садовое — село на юго-востоке района, в северных отрогах горного массива Агармыш, на левом берегу реки Чорох-Су, высота центра села над уровнем моря — 123 м. Расположено восточнее села Первомайское, на расстоянии 15 км от центральной усадьбы. В селе находятся сады ЧСП «Старокрымский». Ближайшие населённые пункты: Жемчужина Крыма в 400 м на запад, Первомайское в 2,5 км на юг и три слившихся села — Тутовка, Изобильное и Маковское в 1,5 км на север. Райцентр Кировское — примерно в 17 километрах (по шоссе), там же ближайшая железнодорожная станция — Кировская (на линии Джанкой — Феодосия). Транспортное сообщение осуществляется по региональной автодороге 35К-017 Кировское — Первомайское (по украинской классификации — Т-0113).

## История
Судя по доступным источникам, поселение понтийских греков, беженцев из Османской империи, Капусталык возникло в 1910—1920-х годах.
После установления в Крыму Советской власти, по постановлению Крымревкома от 8 января 1921 года была упразднена волостная система и село вошло в состав вновь созданного Владиславовского района Феодосийского уезда, а в 1922 году уезды получили название округов. 11 октября 1923 года, согласно постановлению ВЦИК, в административное деление Крымской АССР были внесены изменения, в результате которых округа ликвидировались и Владиславовский район стал самостоятельной административной единицей. Декретом ВЦИК от 4 сентября 1924 года «Об упразднении некоторых районов Автономной Крымской С. С. Р.» Владиславовский район в октябре 1924 года был преобразован в Феодосийский и село включили в его состав. Согласно Списку населённых пунктов Крымской АССР по Всесоюзной переписи 17 декабря 1926 года, в селе Капусталык, Сеит-Элинского сельсовета Феодосийского района, числилось 29 дворов, все крестьянские, население составляло 131 человек, из них 107 греков, 21 русский, 3 записаны в графе «прочие». Постановлением ВЦИК «О реорганизации сети районов Крымской АССР» от 30 октября 1930 года из Феодосийского района был выделен (воссоздан) Старо-Крымский район (по другим сведениям 15 сентября 1931 года) и село включили в его состав. По данным всесоюзной переписи населения 1939 года в селе проживало 157 человек.
В 1944 году, после освобождения Крыма от нацистов, согласно постановлению ГКО № 5984сс от 2 июня 1944 года, 27 июня крымские греки были депортированы в Пермскую область и Среднюю Азию. 12 августа 1944 года было принято постановление № ГОКО-6372с «О переселении колхозников в районы Крыма» и в сентябре того же года в село приехали первые переселенцы, 1268 семей, из Курской, Тамбовской и Ростовской областей, а в начале 1950-х годов последовала вторая волна переселенцев. С 1954 года местами наиболее массового набора населения стали различные области Украины. С 25 июня 1946 года Капусталык в составе Крымской области РСФСР. Указом Президиума Верховного Совета РСФСР от 18 мая 1948 года, Капусталык переименовали в Садовое. 26 апреля 1954 года Крымская область была передана из состава РСФСР в состав УССР. После ликвидации в 1959 году Старокрымского района село переподчинили Кировскому. Время включения в Изюмовский сельсовет пока не установлено: на 15 июня 1960 года село уже числилось в его составе. Указом Президиума Верховного Совета УССР «Об укрупнении сельских районов Крымской области», от 30 декабря 1962 года Кировский район был упразднён и село присоединили к Нижнегорскому. 1 января 1965 года, указом Президиума ВС УССР «О внесении изменений в административное районирование УССР — по Крымской области», вновь включили в состав Кировского. На 1 января 1968 года Садовое уже в Первомайском сельсовете. По данным переписи 1989 года в селе проживало 307 человек. С 12 февраля 1991 года село в восстановленной Крымской АССР, 26 февраля 1992 года переименованной в Автономную Республику Крым. С 21 марта 2014 года в составе Крыма аннексировано Россией.